# Sirauli
Sirauli é uma cidade e uma nagar panchayat no distrito de Bareilly, no estado indiano de Uttar Pradesh.

## Demografia
Segundo o censo de 2001, Sirauli tinha uma população de 19,021 habitantes. Os indivíduos do sexo masculino constituem 53% da população e os do sexo feminino 47%. Sirauli tem uma taxa de literacia de 25%, inferior à média nacional de 59.5%: a literacia no sexo masculino é de 31% e no sexo feminino é de 18%. Em Sirauli, 20% da população está abaixo dos 6 anos de idade.